# Martín Cáceres
José Martín Cáceres Silva (pronunție în spaniolă [maɾˈtin ˈkaseɾes]; n. 7 aprilie 1987, Montevideo, Departamentul Montevideo, Uruguay) este un fotbalist uruguayan care joacă pe postul de fundaș central, dar poate juca și pe benzi.
Este cunoscut pentru abilitățile sale fizice, precum forța, intrările dure și un joc de cap bun. Consistența în joc, marcajul bun la adversar, tenacitatea și stilul agresiv de joc au făcut ca el să fie comparat cu fostul fundaș uruguayan Paolo Montero, care a jucat și el la Juventus.

## Titluri

### Club
Barcelona
- La Liga: 2008–09
- Copa del Rey: 2008–09
- UEFA Champions League: 2008–09

Juventus
- Serie A: 2011–12, 2012–13, 2013–14
- Supercoppa Italiana: 2012, 2013
- Coppa Italia: Finalist 2011–12[6]

### Țară
- Copa América: 2011

## Legături externe
- Martín Cáceres pe site-ul National-Football-Teams.com
- Profil pe BDFutbol